# 國民代表大會 (突尼西亞)
國民代表大會（阿拉伯语：‎，缩写为ARP）是突尼西亞的国家立法机关。這個一院制議會在2014年10月26日的議會選舉之後取代過渡時期的突尼西亞制憲議會。现有161个议席。